# Сталман, Риа
Мария «Риа» Гертрёйда Сталман (нем. Maria "Ria" Geertruida Stalman; род. 11 декабря 1951 года) —    метательница диска и толкательница ядра из Нидерландов. Олимпийская чемпионка 1984 года.

## Биография
В отличие от своей сестры Аннеке, которая в 1970-х годах выиграла в общей сложности восемь национальных титулов на средних дистанциях и в беге по пересечённой местности, Риа  ненавидела бег. Она предпочитала плавать. Даже была членом спасательной бригады в родном Делфте. Но её особый талант к метанию диска стал очевиден, когда в 1974 году она установила первый из пятнадцати национальных рекордов по этому показателю — 54,14 м.   Годом ранее, в 1973 году, она уже выиграла свой первый голландский титул в метании диска. За ними последуют следующие девять, помимо семи в толкании ядра.
Она выиграла золотую медаль в метании диска на Летних Олимпийских играх 1984 года в Лос-Анджелесе, что стало важным фактором в получении Сталман награды «Спортсменка года Голландии» в том же году. С 1973 по 1983 год она     15 раз побеждала в метании диска и толкании ядра на всех национальных чемпионатах.
Сталман поступила в Государственный университет Аризоны, где она была в команде по лёгкой атлетике. Трижды побеждала на открытых первенствах США по лёгкой атлетике. Риа ушла из спорта вскоре после Олимпийских игр 1984 года, чтобы работать журналистом и комментатором  лёгкой атлетики на канале Eurosport. 
В начале 2016 года Сталман призналась в телеинтервью, что принимала допинг, когда выиграла свою золотую медаль на Играх, но результаты не были аннулированы по причине срока давности. Тем менее, спортсменка была лишена национального рекорда (71,22 м) в метании диска Королевской федерацией лёгкой атлетики..